# Helina argentifrons
Helina argentifrons este o specie de muște din genul Helina, familia Muscidae, descrisă de Xue și Tadao Kano în anul 1994.
Este endemică în Liaoning. Conform Catalogue of Life specia Helina argentifrons nu are subspecii cunoscute.